# 1661臺灣船園區
1661臺灣船園區，為台南市安平區的戶外博物館，佔地約1,800坪，2019年開館，主要展示仿古帆船「臺灣成功號」，並結合公共藝術推廣海洋文化。2023年隨著台灣成功號拆除而暫停營業，未來將轉型為微型海生館。

## 臺灣成功號

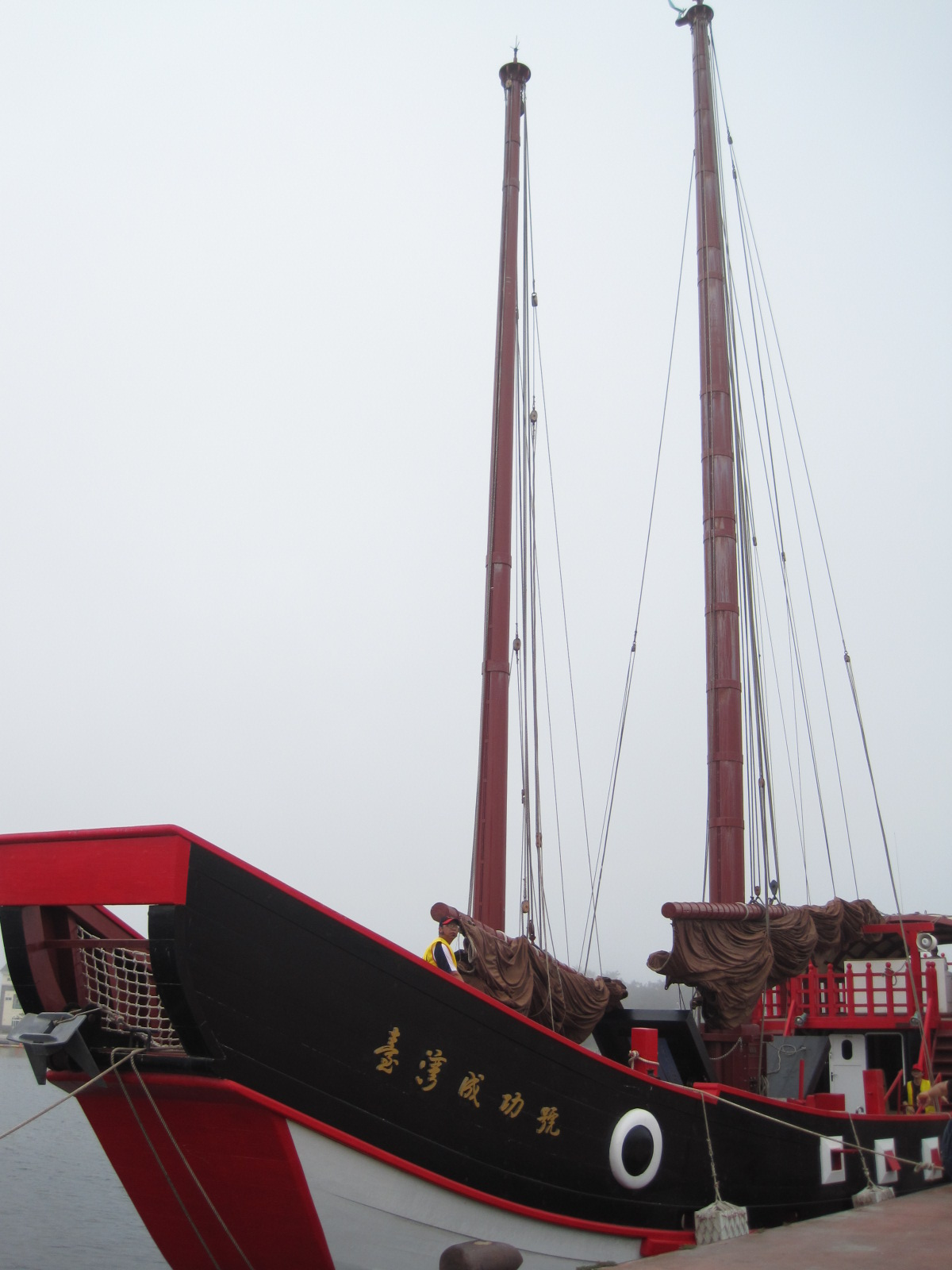
2011年的臺灣成功號

### 建造
台灣成功號為臺灣第一艘仿古木造帆船，原型來自日本長崎縣平戶市松浦史料博物館所收藏的1706年《唐船之圖》畫卷，以1比1的比例復原，全長29.5公尺，面寬7.26公尺，重約300公噸，排水量150公噸。其於2008年11月動工，2010年12月4日首次啟航，從安平港航向鹿耳門鄭成功登陸處。國家地理頻道曾拍攝其建造及出海試航過程。

### 官司
順利首航後，原本計畫環島航行1周，再至日本平戶市鄭成功出生地、中國福建省泉州南安練兵地、金門出兵地、澎湖海戰地等處。但2011年12月在高雄夜航訓練時，主桅折斷，拖回安平修復。之後台南市政府向設計及造船公司求償，官司仍尚未定讞。

### 功成身退
台灣成功號歷經多年風吹雨打導致船構毀損，台南市政府文化局決定拆除。